# Бусурин, Николай Кузьмич
Николай Кузьмич Бусурин (род. 19 декабря 1911  [1 января 1912]) — советский борец классического стиля, чемпион и призёр чемпионатов СССР, мастер спорта СССР (1939). Увлёкся борьбой в 1933 году. Участвовал в шести чемпионатах СССР по классической борьбе (1938—1950). Выступал в полулёгкой (до 62 кг) и лёгкой (до 67 кг) весовых категориях.

## Спортивные результаты
- Чемпионат СССР по классической борьбе 1939 года — ;
- Чемпионат СССР по классической борьбе 1948 года — ;
- Чемпионат СССР по классической борьбе 1949 года — .